# مگس‌های درنای زمستان
مگس‌های درنای زمستان (نام علمی: Trichoceridae) نام یک تیره از زیرراسته نخ‌شاخکان است.